# Cuentos de Don Verídico

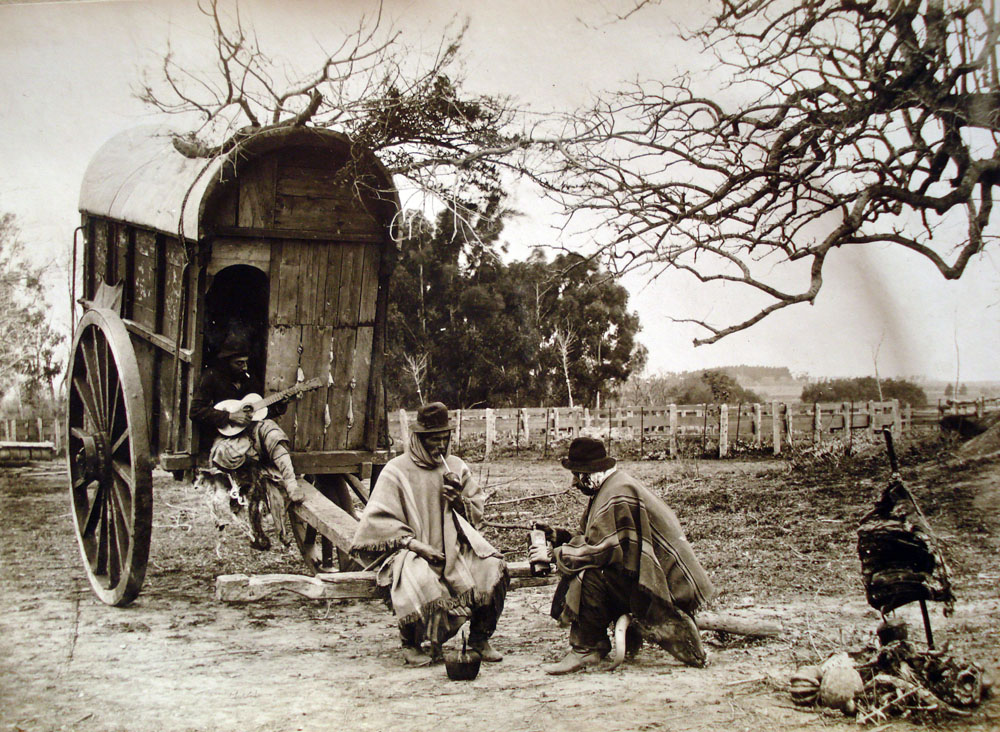
Gauchos tomando mate durante el descanso

Cuentos de Don Verídico es un libro de microrrelatos escrito por el autor uruguayo Julio César Castro, publicado en el año 1972. Es un conjunto de cuentos cortos que tiene como temática lo rural a través de las experiencias vividas por el autor en sus visitas a su tío en Estación Atlántida, Canelones.

## Temática
Los animales, las prácticas del trabajo, la idiosincrasia, las comidas y bebidas típicas, la vida social y la estructura de los grupos sociales.
Todo aquello que es tan habitual está cargado de un sentido humorístico, de situaciones poco creíbles en la que los narradores buscan enaltecer su nombre y acrecentar su fama. Todos estos eslabones dentro de la obra están colocados meticulosamente para que el lector crea que quien escribe realmente habla desde el medio rural.
El escenario es un boliche, llamado El Resorte, que casualmente no tiene bolichero, donde personas del pueblo buscan cambiar sus rutinas. Entre sus personajes más renombrados se encuentran: el tape Olmedo, la Duvija y los hermanos Rosadito y Azulejo Verdoso, entre otros. Los visitantes recurren allí por ser el centro de la vida social masculina rural, pero también para realizar compras o simplemente compartir una copa y poner en palabras sus problemas y experiencias vividas.

## Adaptaciones
El reconocimiento a la obra del autor se evidencia al momento de reproducirlas o tomarlas como base para la creación de otras en diversos medios.

### Al cine
Walter Tournier, director y guionista de cine uruguayo, reúne cuatro cuentos que describe con humor las a las historias y los personajes rurales bajo el homónimo que la obra.
| Año de producción | 1987                  |
| Género            | Títeres y Stop motion |
| Formato           | Original video        |

### Al teatro
El grupo de actores del Teatro Circular, en julio de 2013 puso en cartelera la obra denominada Hay Barullo en el resorte. Pasados 6 meses de estar fuera de cartel se repone esta obra. Sus actores: Paola Venditto, Moré, Gustavo Bianchi, Martín Abdul, Carlos Rodríguez, Enrique Álvarez, Guillermo Robales, Claudio Castro, Xabier Lasarte, Ana Lucía Dos Santos, Walnir De Los Santos y Pablo Isasmendi son los encargados de recrear fielmente este escenario y generar comentarios muy positivos acerca de la obra.
| Título original    | Hay barullo en el Resorte |
| Año                | 2013 |
| Años de reposición | 2014 y 2015 |
| Autor              | Julio César Castro |
| Dirección          | Jorge Bolani |
| Elenco             | Paola Venditto - Moré - Gustavo Bianchi - Martín Abdul - Carlos Rodríguez - Enrique Álvarez - Guillermo Robales - Martín Castro - Xabier Lasarte - Ana Lucía dos Santos - Walnir de los Santos - Pablo Isasmendi |